# A Perfect World (album)
A Perfect World är det svenska rockbandet Takidas sjätte studioalbum. Det släpptes 22 april 2016.

## Låtlista
1. "Don't Wait Up"
2. "Flower Child (The Beauty Of Stray)"
3. "I'll Find My Way Home"
4. "Skid Row"
5. "Better"
6. "Don't Forget About Me"
7. "All Your Life (Haven Stay Part 2)"
8. "My Dove"
9. "Wild Eyes"
10. "Run To The Water" (Bonus track, CD only)
11. "High"